# Гудо, Марк
Марк Гудо (англ. Mark Goudeau; 6 сентября 1964, Финикс, штат Аризона) — американский серийный убийца и насильник, совершивший в период с 2005 года по  2006 год серию из 9 убийств и серию из 15 изнасилований девушек и женщин на территории городов Финикс и Темпе, штат Аризона. Все нападения Марк Гудо совершил вблизи автомагистрали «Baseline Road», благодаря чему получил прозвище «Baseline Killer».  В ноябре 2011 года Марк Гудо был признан виновным по всем пунктам обвинения и был приговорен к смертной казни. 
По невероятному стечению обстоятельств, в этот же период в Финиксе действовали сразу еще двое серийных убийц Дейл Хауснер и Сэмюэл Дитеман, совершившие аналогичную серию убийств с помощью огнестрельного оружия и получившие прозвище «Серийные стрелки» (англ. «Serial Shooters»), благодаря чему преступления Марка Гудо и «Серийных стрелков» вызвали моральную панику в Финиксе.

## Биография
Марк Гудо родился 6 сентября 1964 года в городе Финикс (штат Аризона). Был 13-м ребенком в семье из 14 детей. Его родители занимались низкоквалифицированным трудом, вследствие чего семья испытывала материальные трудности. Отец Марка и ряд его старших братьев увлекались алкогольными напитками, наркотическими средствами и вели криминальный образ жизни, благодаря чему привлекались к уголовной ответственности. В 1976 году, после смерти матери, Марк совместно со старшим братом Майклом покинули Финикс и переехали в город Темпе, где проживала их старшая сестра. В Темпе Марк вместе с братом посещал школу «Corona del Sol High School», где занимался спортом и выступал в школьной команде по американскому футболу. В старших классах вследствие материальных трудностей Гудо был вынужден начать трудовую карьеру. Он потерял интерес к учебе и из-за неуспеваемости был вынужден бросить школу в 1982 году, незадолго до окончания 12-го класса. 
В том же году в полицию обратилась девушка, которая заявила, что в течение 1981 года Гудо и его брат Майкл неоднократно подвергали ее изнасилованию на территории ее дома, однако в ходе расследования полиция на основании ряда свидетельских показаний установила, что девушка вела асоциальный образ жизни и добровольно вступала с братьями в интимную связь, благодаря чему ее показания были подвергнуты сомнению. Марку Гудо никаких обвинений предъявлено не было, а девушка вскоре покинула Финикс. В течение последующих лет Гудо овладел рядом строительных профессий и женился на девушке по имени Венди Карр. В этот период он стал злоупотреблять алкогольными напитками и увлекаться наркотическими средствами.
6 августа 1989 года Марк Гудо заманил одну из знакомых женщин в свою квартиру, где после совместного употребления крэка-кокаина и спиртных напитков совершил на нее нападение, в ходе которого избил ее и попытался утопить в ванной. Находясь в состоянии опьянения, Гудо потерял сознание, в то время как его жертва пришла в себе и сумела выбраться из квартиры. Гудо удалось догнать ее на парковке дома, где он нанес ей несколько ударов прикладом дробовика по голове, но вскоре вынужден был скрыться при появлении свидетелей преступления и полиции. Женщина получила черепно-мозговую травму, глубокие рваные раны кожи и множественные гематомы, но осталась в живых. 
Через три дня, находясь на больничной койке, она дала показания полиции, в ходе которых назвала имя Марка Гудо и адрес его проживания, на основании чего он был арестован. Гудо отрицал свою причастность к совершению преступлению, но в ходе обыска его квартиры было обнаружено множество замытых пятен крови. Ему были предъявлены обвинения, но он был освобожден из-под стражи во время расследования, заплатив в качестве залога несколько тысяч долларов. 10 августа 1990 года, всего за несколько недель до начала судебного процесса, Марк Гудо, находясь в состоянии наркотического опьянения, ограбил двух женщин в одном из супермаркетов. 
Похитив 500 долларов, Гудо скрылся на своем автомобиле марки Datsun 280-Z, не причинив вреда женщинам, которые вскоре обратились в полицию, сообщив марку, модель и номерной знак автомобиля, на основании чего Гудо был снова арестован и заключен под стражу. В январе 1991 года он был признан виновным по всем пунктам обвинения и был осужден, получив в качестве наказания 19 лет лишения свободы. Отбыв в заключении более 14 лет, Марк Гудо получил условно-досрочное освобождение и вышел на свободу 8 марта 2004 года, после чего вернулся в Финикс, воссоединился со своей женой и нашел работу в строительной сфере.

## Серия убийств
6 августа 2005 года Гудо совершил свои первые преступления. Поздно вечером, угрожая оружием, он вынудил трех несовершеннолетних девушек направиться в проулок между зданиями, где совершил два сексуальных посягательства на двух из них, после чего отпустил их. Через 8 дней, 14 августа Марк Гудо снова совершил изнасилование девушки и ограбление. 8 сентября того же года Гудо совершил свое первое убийство. Его жертвой стала 19-летняя Джорджия Томпсон, которую он застрелил на парковке ее жилого дома. Впоследствии Гудо так и не смог объяснить мотив совершения убийства, так как он не ограбил ее и не подвергал сексуальному насилию.
20 сентября 2005 года Гудо по дороге домой из городского парка рано утром, угрожая оружием, совершил нападение на двух сестер, одна из которых была беременна. В ходе нападения он изнасиловал одну из них, оставив на девушке свои биологические следы. Очередное преступление он совершил вечером 28 сентября 2005 года, в ходе которого снова изнасиловал девушку. Через несколько дней, 3 ноября того же года Марк совершил ограбление магазина, похитив 720 долларов, после чего под угрозой оружия совершил похищение женщины. Отъехав в уединенное место, он принудил жертву к сексу, после чего отпустил ее. Через четыре дня он отправился в ресторан быстрого питания «Las Brasas», где под угрозой оружия ограбил четырех посетителей. Позже, вечером того же дня Гудо ограбил трех посетителей ресторана быстрого питания «Little Caesar's Pizza» и четырех прохожих. 12 декабря 2005 года он совершил второе убийство. Его жертвой стала 39-летняя Тина Вашингтон. В ходе расследования был обнаружен свидетель, который дал описание внешности Гудо, на основании чего был составлен фоторобот преступника. После убийства женщины Гудо снял с ее трупа ювелирные украшения.
20 февраля 2006 года Марк совершил двойное убийство. Его жертвами стали 38-летняя Ромелия Варгас и 34-лентяя Мирна Пальма-Роман, которых он застрелил. У убитых девушек и из салона их автомобиля преступник похитил 1452 доллара.
Вечером 15 марта 2006 года Марк Гудо совершил нападение на двух сотрудниц ресторана быстрого питания, которые возвращались домой с работы. Угрожая оружием девушкам, Гудо завладел их автомобилем и отвез их на парковку одного из кафе, где ограбил и застрелил обеих заложниц выстрелом в голову с заднего пассажирского сидения. Тело 20-летней Лилианы Санчес-Кабрера преступник оставил в машине, в то время как тело второй жертвы по имени Чао Чоу, преступник сбросил в переулке на расстоянии нескольких сотен метров от места совершения убийства.
Через несколько дней Марк убил Кристин Николь Гиббонс, чье тело в состоянии сильного разложения было обнаружено неделю спустя. 10 апреля 2006 года Гудо появился в квартире одной из своих знакомых — 38-летней Софии Нуньез, с которой он находился в интимных отношениях. После занятия сексом Гудо по неустановленным мотивам застрелил ее выстрелом в лицо, сделанным с близкого расстояния. Убив женщину, Марк поместил ее труп в ванну, после чего наполнил ее водой. Тело Софии Нуньез обнаружил ее восьмилетний сын, когда пришел домой из школы. Впоследствии, во время расследования на одной из ее грудей были обнаружены следы спермы Гудо. 1 мая 2006 года Марк совершил похищение женщины и нападение, в ходе которого подверг ее сексуальному насилию. Последнее подтвержденное убийство Гудо совершил вечером 29 июня того же года. В тот вечер он, угрожая оружием, совершил похищение 37-летней Кармен Миранды возле автомойки, недалеко от мест, где были совершены предыдущие убийства. Отъехав примерно на расстояние 100 метров от места похищения на машине жертвы, Гудо, угрожая ей оружием, принудил ее к сексу, после чего убил выстрелом в лицо. Момент похищения женщины попал на камеры видеонаблюдения.

## Арест
Марк Гудо был арестован 4 сентября 2006 года на основании результатов ДНК-экспертизы, установивших его причастность к совершению изнасилования 20 сентября 2005 года. В последующие три месяца на основании результатов того же ДНК-анализа, судебно-баллистических экспертиз и других улик прокуратура смогла доказать причастность Гудо к совершению убийств, вследствие чего в декабре 2006 года ему были предъявлены обвинения по 71 пункту. Марк Гудо заявил о своей непричастности и свою вину не признал. В ходе расследования ему в последующие месяцы были предъявлены обвинения еще по 17 пунктам, в то время как ряд знакомых Гудо, в том числе его жена заявили, что многие аспекты характера Гудо были практически несопоставимы с профилем серийного убийцы. Он не был замечен в агрессивном поведении по отношению к женщинам, положительно характеризовался работодателем и не был замечен в нарушении трудовой дисциплины и общественного порядка.

## Судебные процессы
В конце 2007 года Марк Гудо предстал перед судом по обвинению в одном изнасиловании и по обвинению в одном случае сексуального посягательства. 14 декабря того же года он был признан виновным, на основании чего получил в качестве наказания 438 лет лишения свободы. Свою вину он не признал. После суда Гудо был этапирован в окружную тюрьму округа Марикопа в ожидании судебного процесса по обвинению в совершении серийных убийств, расследование которых на тот момент было не завершено. 
После завершения расследования, в апреле 2011 года, Гудо предстал перед судом по остальным обвинениям. Основной доказательной базой обвинения явились результаты ДНК-тестирования. На паре теннисных туфель и лыжной маске, изъятых из дома Гудо во время обыска 6 сентября 2006 года, были обнаружены пятна крови. Кровь на теннисных туфлях совпадала с кровью жертвы убийства Чао Чоу, а кровь на лыжной маске совпадала с кровью жертвы убийства Кристин Гиббонс. Судебно-баллистическая экспертиза пуль и найденных гильз установила, что все жертвы были убиты из одного оружия — пистолета 38-го калибра, который тем не менее во время обыска у Марка Гудо так и не был найден. Помимо этого, уликами, изобличающими Гудо в совершении убийств, явились предметы, найденные в его апартаментах, в частности золотое кольцо с гравировкой, которое принадлежало его первой жертве Тине Вашингтон и было опознано ее родственниками. 
Ряд из жертв Гудо, переживших сексуальное насилие, выступили на суде в качестве свидетелей обвинения и уверенно идентифицировали его как человека, совершившего на них нападение. На основании этого, вердиктом жюри присяжных заседателей 3 октября 2011 года Марк Гудо был признан виновным по всем пунктам обвинения, после чего суд 30 ноября того же года приговорил его к девяти уголовным наказаниям в виде смертной казни. После приговора Гудо и его команда адвокатов подала апелляцию на отмену смертного приговора и назначение нового судебного разбирательства с прошением проявления снисхождения. В своей апелляции Гудо заявил о нарушении своих конституционных прав, о том, что подвергся недопустимому двойному учету отягчающих обстоятельств совершения преступлений, что является нарушением его конституционных прав против жестокого и необычного наказания, описанных в пунктах пятой поправки к Конституции США. 
Его адвокаты отметили, что суд не указал присяжным заседателям о том, что они не могут рассматривать один и тот же факт в качестве доказательства нескольких отягчающих обстоятельств. По мнению Гудо, что отсутствие каких-либо указаний присяжных о том, что присяжные могут рассматривать множественные серьезные правонарушения только один раз в приговоре, было недопустимой ошибкой и нарушением пунктов восьмой поправки к Конституции США. Кроме этого, он и его адвокаты предоставили доказательства смягчающих обстоятельств совершения преступлений, однако в июне 2016 года его апелляция была отклонена.
В марте 2017 года на основании результатов еще одного ДНК-анализа была установлена причастность Марка Гудо к совершению преступления, которое он совершил 27 февраля 1985 года. В тот день, угрожая оружием, он совершил нападение на 22-летнюю девушку, в ходе которого изнасиловал ее. Жертва сообщила о случившемся в полицию, но личность Гудо тогда установить не удалось. Тем не менее, пресс-секретарь департамента полиции Финикса Джонатан Ховард заявил, что срок давности по этому делу истек в 1990 году, поэтому Марку Гудо не может быть предъявлено обвинение.